# Institut Charles Telfair
Charles Telfair Campus, CTC ou auparavant Institut Charles Telfair, ICT, est un établissement de formation, situé à l’île Maurice. Initialement connu comme le DCDM Business School, l’institut changea de nom le 23 avril 2007, à la suite de l’arrivée de nouveaux actionnaires dont CIEL, FAIL, General Construction, Indian Ocean International Bank, Mauritius Commercial Bank, le Groupe Médine et Rogers.

## Statut actuel
Avant d’acquérir le statut d’université, l'ICT doit se transformer en College of Higher Education. À partir de là, l’établissement pourra délivrer des certificats et diplômes, dont il a dessiné les programmes d’étude, sous son propre nom, ensuite de celle déjà offert en association avec, notamment, l’Université de Curtin en Australie.
La troisième phase du projet, c'est-à-dire la transformation en université devrait être achevée fin 2022. À ce moment-là, l’institution accueillera jusqu’à 5 000 étudiants. Une fois le statut d’université acquis, l’institution pourra alors délivrer des licences et maîtrises. Actuellement en construction, le campus inclura toutes les facilités d’une institution à ambition régionale et pourra accueillir 500 étudiants. Des dortoirs pour accueillir des étudiants étrangers sont également prévus.
À ce jour, octobre 2007, il y a seulement trois universités qui fonctionnent à Maurice, dont deux publiques, l'université de Maurice et l'université Technologique. L'ICT innove car c’est une première où le secteur privé local investit dans domaine éducatif.